# Jörg Michael
Jörg Michael (né le 27 mars 1963 à Dortmund en Allemagne), est le batteur de divers groupes dont notamment Stratovarius jusqu'en 2011.

## Biographie
Jörg Michael a rejoint le groupe Stratovarius en 1995. La plupart des groupes avec lesquels il a joué sont basés sur le power metal, et il joua un rôle important dans le mouvement du power metal dans le domaine de la batterie, il est d'ailleurs considéré comme l'un des plus remarquables batteurs de ce genre de musique. Le premier album qu'il enregistra fut Prayers of Steel avec le groupe Avenger (qui deviendra plus tard Rage). Après avoir travaillé avec plusieurs groupes, au milieu des années 1980, il décide de ne s'attacher à aucun groupe, mais plutôt de travailler en tant que batteur en studio.

## Discographie

### Avenger
- Prayers of Steel (1984)
- Depraved to Black (EP, 1985)

### Rage
- Reign of Fear (1986)
- Execution Guaranteed (1987)
- 10 Years in Rage (1995)

### Der Riss
- They All Do What Their Image Says (EP, 1986)

### 100 Names
- 100 Names (1986)

### The Raymen
- Going Down to Death Valley (1986)
- The Rebel Years (best-of) (1995)

### Metal Sword
- Metal Sword (1986)

### Mekong Delta
- Mekong Delta (1986)
- The Music of Erich Zann (1988)
- Toccata (1989)
- Principle of Doubt (1989)
- Dances of Death (1990)
- Classics (1993)

### X-Mas Project
- X-Mas Project (1986)

### Tom Angelripper
- Ein Schöner Tag (1995)

### Axel Rudi Pell
- Wild Obsession (1989)
- Nasty Reputation (1990)
- Eternal Prisoner (1992)
- The Ballads (1993)
- Between the Walls (1994)
- Made in Germany-Live (1995)
- Black Moon Pyramid (1996)
- Magic (1997)
- Oceans of Time (1998)
- The Ballads II (1999)

### Laos
- Laos (1989)
- We Want It (EP, 1990)
- More than a Feeling (EP, 1993)
- Come Tomorrow (EP, 1993)

### Headhunter
- Parody of Life (1990)
- A Bizarre Gardening Accident (1993)
- Rebirth (1994)
- Parasite Of Society (2008)

### Schwarzarbeit
- Third Album' (1990)

### Grave Digger
- The Reaper (1993)
- Symphony of Death (EP, 1994)

### Running Wild
- Black Hand Inn (1994)
- Masquerade (1995)
- The Rivalry (1998)

### Glenmore
- For the Sake of Truth (1994)

### House of Spirits
- Turn of the Tide (1994)
- Psychosphere (1999)

### Unleashed Power
- Mindfailure (1997)
- Absorbed (EP, 1999)

### Andreas Butler
- Achterbahn Fahrn (1995)

### Stratovarius
- Episode (1996)
- Visions (1997)
- Visions of Europe - Live (1998)
- Destiny (1998)
- The Chosen Ones - Best of (1999)
- Infinite (1999)
- Intermission (2000)
- Elements Part 1 (2002)
- Elements Part 2 (2003)
- Stratovarius (2005)
- Polaris (2009)
- Elysium (2011)

### Avalon
- Mystic Places (1997)

### Die Herzensbrecher
- Seid Glücklich Und Mehret Euch (1998)

### Andy & The Traceelords
- Pussy! (1998)

### Beto Vázquez Infinity
- Beto Vázquez Infinity (album) (2001)

### Saxon
- Lionheart (2004)
- The eagle has landed III (Live-cd2)  Lionheart World tour 2004/2005

### Kaledon
- Chapter 3: The Way of the light (2005)